# Sörsjön (Värnamo socken, Småland)
Sörsjön är en sjö i Värnamo kommun i Småland och ingår i Lagans huvudavrinningsområde. Sjön har en area på 0,135 kvadratkilometer och ligger 173 meter över havet. Sjön avvattnas av vattendraget Lillån.

## Delavrinningsområde
Sörsjön ingår i det delavrinningsområde (633986-138835) som SMHI kallar för Inloppet i Nästasjön. Medelhöjden är 181 meter över havet och ytan är 20,18 kvadratkilometer. Det finns inga delavrinningsområden uppströms utan avrinningsområdet är högsta punkten. Lillån som avvattnar avrinningsområdet har biflödesordning 3, vilket innebär att vattnet flödar genom totalt 3 vattendrag innan det når havet efter 176 kilometer. Delavrinningsområdet består mestadels av skog (66 %) och jordbruk (13 %). Avrinningsområdet har 0,4 kvadratkilometer vattenytor vilket ger det en sjöprocent på 2 %. Bebyggelsen i området täcker en yta av 0,55 kvadratkilometer eller 3 % av avrinningsområdet.